# Metöke
Ein Metöke (altgriechisch μέτοικος métoikos, deutsch ‚Ansiedler‘) war im antiken Griechenland, insbesondere in Athen, ein dauerhaft in der jeweiligen Stadt lebender Fremder, der dort kein lokales Bürgerrecht (und damit keine politischen Mitwirkungsrechte) besaß. Meist waren es auch Griechen aus einer anderen Polis (Stadtstaat mit eigenem Gebiet und eigenen Einrichtungen) mit dortigem Bürgerrecht. Der Ausdruck ist im Deutschen früher meist, wenn auch nicht ganz präzise, mit „Beisasse“ wiedergegeben worden.

## Rechtliche Stellung
Die Metöken mussten in Athen eine spezielle Steuer (μετοίκιον metoikion, vermutlich eine Drachme im Monat) entrichten und standen dafür unter einem gewissen Schutz des Staates. Vor Gericht und bei Rechtsgeschäften hatten Metöken sich durch einen Bürger vertreten zu lassen. Sie durften in Athen keinen Grundbesitz erwerben. Sie waren daher überwiegend in Handel und Gewerbe tätig, wurden aber wie die Bürger zum Kriegsdienst herangezogen. An Metöken konnte das Bürgerrecht nur durch einen Beschluss der Volksversammlung aufgrund besonderer Verdienste übertragen werden. In hellenistischer Zeit wurde häufiger von einem Kauf des Bürgerrechts berichtet.
Ähnlichen rechtlichen Beschränkungen waren die Periöken in Sparta unterworfen.
Das Wort lebt pejorativ im französischen métèque und in nahe verwandten Sprachen (katalanisch: metec; okzitanisch: metèc) fort und bezeichnet einen ungeliebten Fremden. Besonders bekannt geworden im deutschsprachigen Bereich ist dieser französische Begriff durch das gleichnamige Chanson Le Métèque von Georges Moustaki.